# Frederic Charles Bartlett
Sir Frederic Charles Bartlett (Stow-on-the-Wold, 1886. október 20. – Cambridge, 1969. szeptember 30.), angol pszichológus, a Cambridge-i Egyetem első kísérleti pszichológia professzora.

## Életpályája
Frederic Charles Bartlett egy középosztálybeli angol család második gyermekeként látta meg a napvilágot 1886. október 20-án. Tanulmányait szülővárosában, a Gloucestershire-beli Stow-on-the-Woldben kezdte. Szülei bentlakásos iskolába szánták, de mellhártyagyulladása miatt huzamosabb ideig otthon kellett maradnia, így édesapja és a helyi lelkész tanította.
Később Cambridge-ben, a Londoni Egyetem kihelyezett levelező tagozatán tanult tovább. Saját bevallása szerint Stout művei, valamint Ward híres írása az Encyclopaedia Britannicában keltette fel érdeklődését a pszichológia iránt. Myers Kísérleti Pszichológia Kézikönyve is nagy hatást gyakorolt rá, néhány kísérletet maga is elvégzett. A pszichológia mellett korának politikai életét is figyelemmel kísérte.
1909-ben kitűnő minősítéssel diplomázott filozófia szakon, két évvel később mesterfokozatot szerzett szociológiából és etikából, majd William Halse Rivers munkái, és az antropológia iránti lelkesedése folytán beiratkozott a cambridge-i St. John’s College-ba. Rivers tanácsára a pszichológia felé fordult, a neves James Ward professzor is tanította: az általa tartott kurzus keretében heti négy órában laboratóriumi munkát végeztek a hallgatók. Bartlett ekkor került kapcsolatba Charles Samuel Myersszel, a Cambridge-i Pszichológia Laboratórium vezetőjével és asszisztensével, Cyril Burttel. Burt 1914-es lemondása után Bartlett vette át az asszisztensi posztot.
Az első világháború kitörése hatással volt a cambridge-i kutatócsoportra is. Rivers és Myers orvosként belépett a hadseregbe, Bartlettet korábbi betegsége miatt felmentették a hadkötelezettség alól, így Myers távollétében őt bízták meg a laboratórium vezetésével.
1922-ben Myers segítségével létrejöhetett a pszichopatológia, a kísérleti pszichológia és az állatok viselkedést tanulmányozó csoport. Bartlett átvette a laboratórium és a kísérleti pszichológia csoport vezetését, 1924-1948 között a British Journal of Psychology szerkesztőjeként is dolgozott.
A húszas években elmélyült barátsága Henry Headdel: megvitatták Head kéziratát az afáziáról, valamint Bartlett munkáját a konvencionalizációról. Ezek a beszélgetések nagy hatással voltak későbbi séma-koncepciójára.
1931-től a Cambridge-i Egyetem kísérleti pszichológia professzorává nevezték ki, egy évre rá pedig megjelent legfontosabb könyve, Az emlékezés.
Bartlett azon is fáradozott, hogy a pszichológia és az antropológia közti átjárhatóságot erősítse: 1935 és 1938 között évente két alkalommal előadásokat szervezett pszichológusok, szociológusok és antropológusok közreműködésével. Az előadások alapján született meg a The Study of Society: Methods and Problems című kötet.
1944-ben Bartlett és Kenneth Craik létrehozta az Orvosi Kutató Tanács Alkalmazott Pszichológia Kutatási Egységét, melynek – Craik 1945-ös halála után – Bartlett lett az igazgatója.
1948-ban lovaggá ütötték a Királyi Légierőnél tett szolgálataiért. Tiszteletére az Egyesült Királyság Ergonómiai Társasága Bartlett-érmet adományoz, a Kísérleti Pszichológiai Társaság pedig évente Bartlett-felolvasást tart.

## Bartlett és a sémaelmélet
Sir Frederick Charles Bartlett (1886-1969) a kísérleti pszichológia egyik legnagyobb úttörője. Nevéhez fűződik a (re)konstruktív emlékezet és a séma koncepciója, melyet Az emlékezés című korszakalkotó művében tárgyal.
Abból a feltételezésből indul ki, hogy az emberek már meglévő sémákba, azaz mentális keretekbe illesztik be az új információkat. (A séma fogalma egyébként Sir Henry Head nevéhez fűződik, de Jean Piaget is használta.) A séma itt a tudás új egységének felel meg, amely rendszerezi az eddig összegyűjtött tapasztalatokat és magába foglalja az egyén világról alkotott tudását. Ha azonban az új ismeretanyag nem illeszkedik ebbe a mentális struktúrába, akkor torzítások jelentkezhetnek.
Ezt jól demonstrálja a következő kísérlet: Bartlett arra volt kíváncsi, hogy a kísérleti személyek a „Szellemek háborúja” című indián mese kétszeri elolvasása után mennyire pontosan tudják felidézni a történetet percektől hetekig terjedő időközönként. Ez az ismételt felidézés módszere. A következőket figyelte meg: a kísérleti személyek sikeresen megőrizték a történet sematikus lényegét, de hajlamosak voltak hasonló kategóriájú torzításokat véteni, sőt saját kultúrájukkal és egyéni tapasztalataikkal összhangban változtatták meg (racionalizáció), hagyták ki (redukció) a sémájukba nem illő részleteket vagy éppen ellenkezőleg, olyan elemeket is betoldottak, amelyek az eredeti mesében nem szerepeltek (konfabuláció).
A történet egyik eredeti momentuma jó példa:
„Amikor a nap felkelt, a földre zuhant. Valami fekete jött ki a szájából. Arca eltorzul.”
A kísérleti személyek variációi:
„Amikor a nap felkelt, a földre zuhant. Felkiáltott, s ahogy kinyitotta a száját, valami fekete dolog szállt ki abból.”
„Egészen másnap napfelkeltéig nem voltak fájdalmai, amikor is, mikor megpróbált felállni, egy nagy fekete dolog jött ki a szájából.”
„Még túlélte ezt az éjszakát s a következő napot, naplementekor azonban lelke feketén elhagyta a száját.”
„Még élt az éjszaka során s a következő napon, naplementekor azonban meghalt, s lelke eltávozott a száján keresztül.”
„Szelleme elhagyta a világot.”
(Válogatás Bartlettől, 1932/1985, 192-193. o., ford. Pléh Csaba.)
Bartlett mindebből azt a következtetést vonta le, hogy az emlékezet valójában sematikus, a kísérleti személyek a történet lényegi megértésére törekedtek, a részleteket pedig rekonstruálták, mégpedig úgy, hogy kombinálták a ténylegesen felidézett elemeket azzal, ami megtörténhetett. A rekonstrukció számos dologtól függhet, mint például az érzelmi állapottól, a személyes érdeklődési körtől, korábbi tapasztalatoktól valamint a világgal kapcsolatos elvárásoktól. Innen ered a koncepció elnevezése: konstruktív emlékezet.

## Művei
- Remembering (Cambridge University Press, Cambridge, 1932)
- Thinking (Basic Books, New York, 1958)
- The Problem of Noise (Cambridge University Press, Cambridge, 1934)
- Exercises in Logic (Clive, London, 1922)
- The Mind at Work and Play (Allen and Unwin, London, 1951)
- Psychology and the Soldier (Cambridge University Press, Cambridge, 1927)
- Political Propaganda (Cambridge University Press, Cambridge, 1940)
- Psychology and Primitive Culture (Cambridge University Press, Cambridge, 1923)
- Religion as Experience, Belief, Action (Cumberledge, London, 1950)

## Magyarul
- Az emlékezés. Kísérleti és szociálpszichológiai tanulmány (Remembering); ford., tan. Pléh Csaba; Gondolat, Bp., 1985, ISBN 963-281-443-6